# Iridopsis inflexaria
Iridopsis inflexaria är en fjärilsart som beskrevs av Walker 1860. Iridopsis inflexaria ingår i släktet Iridopsis och familjen mätare. Inga underarter finns listade i Catalogue of Life.